# Вессиг, Герд
Герд Вессиг (нем. Gerd Wessig; род. 16 июля 1959, Любц, Мекленбург — Передняя Померания) — восточногерманский прыгун в высоту, призёр Кубков Европы, победитель летних Олимпийских игр 1980 года в Москве, рекордсмен мира.

## Карьера
Вессиг, профессиональный повар, тренировался в клубе «Трактор» (Шверин) под руководством Бернда Яна. Незадолго до Олимпиады в Москве он неожиданно стал чемпионом ГДР с личным рекордом 230 см и был включён в олимпийскую сборную страны.
Фаворитом соревнований считался действующий чемпион Польши Яцек Вшола. Вшола был победителем предыдущей Олимпиады в Монреале, где он стал чемпионом с олимпийским рекордом 225 см. В начале сезона Вшола установил новый мировой рекорд — 235 см. На следующий день 18-летний представитель ФРГ Дитмар Мёгенбург на соревнованиях в Релингене повторил этот результат, но из-за бойкота Олимпийских игр спортсмены ФРГ не участвовали в соревнованиях. Квалификационный норматив на Олимпиаде составлял 221 см. Этот норматив был выполнен 16-ю прыгунами, из которых 13 прыгали стилем фосбери-флоп.
Из 16 участников семь преодолели высоту 227 см — выше рекорда предыдущей Олимпиады. Четверо участников преодолели 229 см. Трое участников (Вессиг, Вшола и Йорг Фраймут) смогли прыгнуть на 231 см. Но затем Вессиг со второй попытки преодолел 233 см — результат, который не смогли повторить его оппоненты, и стал олимпийским чемпионом. Затем, также со второй попытки, Вессиг преодолел 236 см, установив новый мировой рекорд. Он стал первым прыгуном в высоту, установившим мировой рекорд на Олимпиаде. Яцек Вшола стал серебряным призёром соревнований, а Йорг Фраймут — бронзовым.